# Lars Uwe Höltich
Lars Uwe Höltich (* 9. Juli 1968 in Reinbek) ist ein deutscher TV-Producer. Er war Redakteur und Programmchef des Tagesprogramms bei RTL. Seitdem tritt er als Producer von verschiedenen Fernsehsendungen in Erscheinung.

## Leben
Lars Uwe Höltich wurde als Sohn von Anke und Hermann Höltich geboren. Er studierte nach seinem Abitur 1987 am Friedrich-Wöhler-Gymnasium Singen unter anderem Kommunikationswissenschaft und Amerikanische Kulturgeschichte von 1988 bis 1991 an der Ludwig-Maximilians-Universität München. Nebenbei arbeitete er an seinem Buch Das Große Buch über The Real Ghostbusters, das 1990 erschien. Nach dem Studium arbeitete er bei RTL. Dort war er Redakteur und Programmchef des Tagesprogramms bei RTL, der RTL-Daytime. Im Jahre 2000 verließ er den Sender und wechselte zu MME Me, Myself & Eye Entertainment GmbH. Dort war er Producer bei Sendungen wie zum Beispiel Bauer sucht Frau, Einsatz in 4 Wänden oder Supermodel. Die Sendung Einsatz in vier Wänden wurde 2004 mit dem Deutschen Fernsehpreis in der Kategorie Beste Tägliche Sendung ausgezeichnet. Bis Februar 2015 war er Leiter der Programmentwicklung bei MME.

### Familie
Lars Uwe Höltichs Vater Hermann Höltich ist Eigentümer des Maschinenbau-Unternehmens Rollwalztechnik Abele + Höltich GmbH in Engen. Hermann Höltich und Lars Uwe Höltichs Bruder Arne Höltich sind derzeit Geschäftsführer des Unternehmens. Das Unternehmen gehört in seinem Bereich zu den drei weltweiten Technologieführern.

## Veröffentlichungen
- Das große Buch über The Real Ghostbusters. edel Gesellschaft für Produktmarketing mbH, Hamburg 1990, ISBN 3-927801-06-2.
- Die Daytime bei RTL plus – eine Betrachtung unter programmlichen und finanziellen Gesichtspunkten in Medienlust und Mediennutz: Unterhaltung als öffentliche Kommunikation,  Louis Bosshart, Wolfgang Hoffmann-Riem (Hrsg.), Deutsche Gesellschaft für Publizistik- und Kommunikationswissenschaft, München 1994, Seite 367 bis 374, ISBN 3-88295-198-2.